# Rio Doce (Minas Gerais)
Pour les articles homonymes, voir Rio Doce (homonymie).
Rio Doce est une municipalité brésilienne de l'État du Minas Gerais et la microrégion de Ponte Nova.